# Vesperae solennes de confessore (Mozart)
Les Vesperæ solennes de confessore (en català, Vespres solemnes de confessor) en do major, K. 339, van ser compostes per Wolfgang Amadeus Mozart en 1780. L'obra va ser composta durant l'etapa en què Mozart va ocupar el lloc de compositor de la cort del príncep-arquebisbe de Salzburg, Hieronymus von Colloredo.

## Explicació del nom
El nom «de confessore» indica que l'obra es va compondre per a la festivitat d'un sant confessor; per la seva banda, el terme «solennes» assenyala que l'obra es va escriure per a una orquestra solemne, amb timbals i trompetes.

## Instrumentació
Estan escrites per a veus solistes (soprano, contralt, tenor i baix), cor de quatre parts, dues trompetes, timbals, tres trombons, dos violins i baix continu (violoncel, contrabaix, fagot i òrgan).

## Estructura
L'obra està composta per sis seccions de les vespres: la composició segueix la litúrgia catòlica per a les vespres, incloent cinc dels salms de l'Antic Testament i el magnificat de l'Evangeli de Sant Lluc. Cada secció finalitza amb la doxologia Gloria Patri.
Els sis moviments són els següents:
1. Dixit (Ps 110 (109))
2. Confitebor (Ps 111 (110))
3. Beatus vir (Ps 112 (111))
4. Laudate pueri (Ps 113 (112))
5. Laudate Dominum (Ps 117 (116))
6. Magnificat

És particularment notable l'ària per a soprano Laudate Dominum.